# علي شمخاني
علي شمخاني (1375/ 1955م) سياسي عسكري إيراني، من أصل عربي. تولَّى منصب الأمين العامِّ للمجلس الأعلى للأمن القومي الإيراني، وشغل منصبَ وزير الدفاع في الحكومة الإيرانية من 1997 حتى 2005. وكان قائدَ القوَّة البحرية لجيش الجمهورية الإسلامية الإيرانية، برز في القضاء على الحركات المعارضة للثورة الإسلامية سنة 1979.
تعده بعض المصادر الغربية من الشخصيات الإصلاحية، ونشِطَ على الصعيد السياسي والديني في الشارع الإيراني. رشَّح نفسه للانتخابات الرئاسية عام 2001 وحصل على المركز الثالث .

## ولادته وتحصيله
وُلد علي شمخاني بمدينة الأهواز في محافظة خوزستان، يوم الخميس 13 صفر 1375هـ الموافق 29 سبتمبر 1955م، لأسرة عربية تنتسب إلى عشيرة الشماخنة التابعة لقبيلة بني ربيعة، قُتل أخواه محمد وحامد في مواجهات مع الجيش العراقي في الحرب الإيرانية العراقية.
درس في كلية الزراعة بجامعة الأهواز وتخرَّج فيها، ثم نال شهادة (ماجستير) في الشؤون العسكرية، و(ماجستير) في الإدارة.

## سيرته العسكرية
أسهم في تأسيس قوَّات الحرس الثوري الإيراني، وكان أولَ قائد لهذا الحرس في إقليم خوزستان، ثم صار قائدًا للقوَّات البرية التابعة للحرس الثوري، فنائبًا للقائد العامِّ لقوات الحرس الثوري الإيراني.
تولَّى في إبَّان الحرب الإيرانية العراقية العديد من المناصب العسكرية، منها قائد القوَّات العسكرية في إقليم خوزستان، وقائد بالإنابة للقوَّات الإيرانية المشرفة على تنفيذ قرار مجلس الأمن رقم (598) المتعلِّق بإنهاء الحرب بين البلدين. وتولَّى ايضًا منصب قائد القوَّة البحرية لجيش الجمهورية الإسلامية الإيرانية.
وفي عهد حكومة مير حسين موسوي أصبح وزيرًا لقوات الحرس الثوري، ثم عيَّنه المرشد الأعلى علي خامنئي قائدًا لقوات البحرية في الجيش والحرس الثوري في عهد هاشمي رفسنجاني، وتولَّى منصب وزير الدفاع من 19 أغسطس 1997 حتى 27 أغسطس 2005 في عهد محمد خاتمي. وعيَّنه خامنئي عضوًا في المجلس الإستراتيجي للعَلاقات الخارجية، ورئيسًا للمركز الإستراتيجي للقوَّات المسلَّحة الإيرانية في عهد أحمدي نجاد، ثم أمينًا للمجلس الأعلى للأمن القومي عام 2013 في بداية رئاسة حسن روحاني.

## سيرته السياسية
بدأ نشاطه السياسي مبكراً عندما كان في سن 18 عامًا، فقد ألقى السافاك القبض عليه وأُرسل إلى السجن عام 1973 وهو في هذه السن المبكرة بسبب انخراطه في أنشطة سياسية. وفي سجن الأهواز التقى أشخاصًا منهم محسن رضائي وغلام علي رشيد، الذين أنشؤوا بعد إطلاق سراحهم جماعة حرب العصابات المسمَّاة "منصورون".
في أواخر عهد الشاه وعشية الثورة الإيرانية كوَّن عَلاقات مع حسين علي المنتظري الذي كان منفيًّا في إقليم خوزستان، وانتسب إلى مجموعة دينية مسلَّحة سرِّية في مدينة الأهواز، نفذت بعضَ العمليات العسكرية المناوئة لنظام الشاه. وبعد قيام الثورة انخرط في العمل الأمني والعسكري، وأصبح قائدًا لقوَّات "لجان الثورة الإسلامية" في إقليم خوزستان. وفي الحرب الإيرانية العراقية قاتل في صفوف الحرس، وشهد مصرع اثنين من أشقائه فيها، ممَّا زاد من رصيده لدى السلطات الإيرانية التي تنظر بريبة إلى العرب في إيران.
لم يقتصر نشاطه على الجانب العسكري فقد نشط على الصعيد السياسي في الشارع الإيراني، ورشَّح نفسه للانتخابات الرئاسية عام 2001، فاحتلَّ المركز الثالث بين عشَرة مرشَّحين خاضوا الانتخابات التي انتهت بفوز محمد خاتمي للمرَّة الثانية. 

حاول أن يكون وسيطًا بين الحكومة والمنتفضين عام 2005 بالأهواز احتجاجًا على سياسات إيران المتَّهمة بالعمل على تغيير النسيج السكَّاني للإقليم، لكنَّ السكَّان رفضوا تدخله ورمَوه بالحجارة والطماطم عندما حاول زيارة أحد معاقل الانتفاضة بحي الدايرة في الأهواز.
يُعد شمخاني من السياسيين البارزين في إيران، إذ كان له أثرٌ كبير في المحادثات التي استضافتها بكين نهاية مارس 2025، وأفضت إلى توقيع اتفاق عودة العَلاقات بين إيران والسعودية. وكان له دور مؤثِّر في رسم السياسة الخارجية الإيرانية مع انتخاب الحكومة برئاسة إبراهيم رئيسي في أغسطس من عام 2021.

## الأوسمة والجوائز
منحه ملك السعودية عبد الله بن عبد العزيز -عندما كان وليًّا للعهد- وسام الملك عبد العزيزلدوره في إزالة التوتر وتطوير العَلاقات بين الدول العربية الخليجية وإيران، وكان حينذاك وزيرًا للدفاع.

## محاولة اغتياله
أُصيب شمخاني بجروح خطيرة في 13 يونيو 2025 نتيجة ضربة جوية خلال سلسلة من الهجمات الإسرائيلية. وقد أُعلن في البداية عن وفاته في اليوم التالي، لكن تأكد لاحقًا أنه ما يزال على قيد الحياة في المستشفى. وبُترت ساقه اليسرى.

## وصلات خارجية
- مقالة بعنوان الإيراني الذي يستطيع عن علي شمخاني، جريدة الشرق الأوسط.